# Мандера
Мандера (суахили  Mandera, сомал. Mandheera) — город в Кении, в Северо-Восточной провинции. Административный центр одноимённого округа.

## География
Расположен на крайнем северо-востоке страны, вблизи границ с Сомали и Эфиопией, на реке Дауа. Высота города над уровнем моря составляет 219 м.

## Климат
Климат города характеризуется как аридный. Дневные температуры обычно поднимаются выше 30°С в течение всего года, ночью температуры обычно опускаются до 20°С. Средний годовой уровень осадков составляет около 230 мм, при этом период с июня по сентябрь характеризуется почти полным отсутствием осадков.

## Население
Население по данным на 2012 год составляет 50 576 человек, по данным переписи 1999 года оно насчитывало 30 433 человека.
Население представлено главным образом этническими сомалийцами, главным образом кланами муреле, гарре и марехан. Регион вблизи Мандера известен как место клановых противоречий. Клановые столкновения между гарре и муреле унесли уже более 100 жизней начиная с декабря 2004 года.